# Nekézseny
Nekézseny là một thị trấn thuộc hạt Borsod-Abaúj-Zemplén, Hungary. Thị trấn này có diện tích 14,1 km², dân số năm 2010 là 777 người, mật độ 55 người/km².